# Ticket to Ride/Yes It Is
Ticket to Ride/Yes It Is è il nono singolo discografico del gruppo britannico The Beatles, pubblicato nel 1965.

## Storia
Ticket to Ride venne registrata il 15 febbraio presso gli Abbey Road Studios in una sessione pomeridiana di tre ore mentre Yes It Is venne registrata il giorno successivo.

## Tracce
Testi e musiche di John Lennon e Paul McCartney.
1. Ticket to Ride – 3:00
2. Yes It Is – 2:41

## Formazione
- John Lennon - voce, chitarra
- Paul McCartney - voce, basso
- George Harrison - chitarra elettrica
- Ringo Starr - batteria